# Чулпан (сорт ржи)
Чулпан — сорт озимой ржи.

## Происхождение
Сорт создан методом формирования сложной синтетической популяции за счет лучших биотипов большого числа разноэкологических гибридов и многократных отборов.
Оригинатор и патентообладатель: ГНУ Башкирский НИИСХ Россельхозакадемии.
Авторы сорта: Кунакбаев С. А., Лещенко Н. И., Власова А. М.

## Характеристики сорта
Стебель сорта Чулпан прочный, эластичный, устойчив к полеганию. Высота растений – от 75 до 130 см.  Колос веретеновидный, реже призматический, светло-желтого цвета, средней длины  и длинный (9-13 см).  Зерно полуоткрытое, удлиненное и удлиненно-овальное, светло-желтой окраски.   Сорт среднепоздний, вегетационный период составляет 306-344 дня.
Масса 1000 зерен 28-30 г. Сорт высокоурожайный, зимостойкий, с  хорошей засухоустойчивостью. Урожай  достигает 60-85  ц/га.
Среднеустойчив к бурой и стеблевой ржавчине и мучнистой росе.
С участием сорта Чулпан в 1999 году выведены низкорослые сорта Чулпан 3, Чулпан 7, а также сорт Памяти Кунакбаева (2010г.). Сорт Чулпан 7 по продуктивности превысил стандарт на 4,8 ц/га при средней урожайности 53,2 ц/га.

## Распространение
Сорт районирован в республиках Башкортостан, Татарстан, Удмуртия, а также в Челябинской, Вологодской, Кировской областях, в Алтайском крае и т.д. Всего в 1979-1986 годах районирован в 40 областях, краях и республиках бывшего Советского Союза. К настоящему времени находится в Госреестре по  9-ти регионам РФ.